# Jean-Louis Debré
Pour les autres membres de la famille, voir Famille Debré.
Jean-Louis Debré, né le 30 septembre 1944 à Toulouse et mort le 4 mars 2025 dans le 15e arrondissement de Paris, est un homme d'État français.
Fils de Michel Debré et proche de Jacques Chirac, il est ministre de l'Intérieur de 1995 à 1997 et président de l'Assemblée nationale de 2002 à 2007.
Il préside ensuite le Conseil constitutionnel de 2007 à 2016, puis le Conseil supérieur des archives jusqu'à sa mort.

## Situation personnelle

### Famille et formation
Jean-Louis Noël Robert Debré naît le 30 septembre 1944 à Toulouse du mariage de Michel Debré, futur Premier ministre et d'Anne-Marie Lemaresquier. Il a trois frères dont Bernard, son frère jumeau : Vincent Debré, homme d'affaires né en 1939, François Debré, journaliste (1942-2020), mort le lendemain du décès de Bernard Debré, médecin et homme politique (1942-2020), son frère jumeau.
Arrière-petit-fils du grand rabbin Simon Debré (1854-1939), petit-fils du pédiatre Robert Debré et, du côté de sa mère, de l'architecte Charles Lemaresquier, il est le neveu du peintre Olivier Debré.
De son mariage avec Anne-Marie Engel (1945-2007), sont nés trois enfants : Charles-Emmanuel Debré (directeur business Grands comptes de Bouygues Télécom), Guillaume Debré (journaliste) et Marie-Victoire Debré (comédienne). Élève au cours Hattemer, il poursuit sa scolarité au lycée Janson-de-Sailly.
Adolescent, il souffre d'un tassement de la colonne vertébrale et, marginalisé, ne présente pas le baccalauréat.
Plus tard, l'ancien membre de cabinet de Michel Debré et ami de la famille Pierre Mazeaud lui propose de s'inscrire pour passer une capacité en droit à Panthéon-Assas. C'est ainsi qu'il obtient une licence en droit qui lui permettra de poursuivre sa carrière. Licencié en droit, titulaire d'un diplôme d’études supérieures de droit public et d'un diplôme d’études supérieures de sciences politiques, il est docteur en droit public (1973) avec une thèse consacrée aux « Idées constitutionnelles du général de Gaulle », dirigée par Roger-Gérard Schwartzenberg.
Il est également un ancien élève de l’Institut d'études politiques de Paris (1971, section Pol. et Soc.).

### Carrière de magistrat
De 1971 à 1975, Jean-Louis Debré est assistant à la faculté de droit de Paris. De 1973 à 1974, il est conseiller technique au cabinet du ministre de l'Agriculture et du Développement rural (Jacques Chirac), puis il est nommé la même année au cabinet du ministre de l'Intérieur (Jacques Chirac). Proche du futur président de la République, Jean-Louis Debré devient son chargé de mission (1974-1976) lorsque celui-ci est nommé Premier ministre, après avoir fait campagne pour Jacques Chaban-Delmas alors que Jacques Chirac soutenait Valéry Giscard d'Estaing. De 1976 à 1978, il est substitut du procureur de la République près le tribunal de grande instance d'Évry-Corbeil, puis est détaché, en 1978, pour une année, au ministère de la Justice, en qualité de magistrat à l'administration centrale de la justice. Il est ensuite, de 1978 à 1979, chef de cabinet de Maurice Papon, ministre du Budget.
De 1979 à 1986, Jean-Louis Debré est magistrat, nommé dans les fonctions de juge d'instruction. Il est chargé des affaires de crime organisé et de grand banditisme, notamment de la proxénète Carmen Vallet, du coiffeur receleur Maurice Joffo ou de l'affaire de contre-espionnage Virgil Tanase. Il traite aussi de terrorisme et d'une affaire autour du terroriste Carlos.
Il est élu pour la première fois député aux élections législatives de 1986, à la proportionnelle, dans l'Eure. À partir de 1988, il est élu au scrutin majoritaire dans la 1re circonscription de ce même département. Il est conseiller municipal d'Évreux entre 1989 et 1995. En 1995, il est tête de liste dans le 18e arrondissement, et obtient un mandat de conseiller de Paris. Jean Tiberi, le nouveau maire de Paris, le nomme comme adjoint.
Le 9 décembre 2005, le président de la République, Jacques Chirac, le charge, en tant que président de l’Assemblée nationale, d’une « mission pluraliste pour évaluer l’action du Parlement dans les domaines de la mémoire et de l’histoire ».

## Parcours politique

### Débuts
Aux élections législatives de 1973, il est investi par l'URP (coalition de partis de droite) dans la septième circonscription de Calais, jusque-là détenue par Jacques Vendroux, beau-frère du général de Gaulle. Il est battu au second tour par le candidat communiste Jean-Jacques Barthe.
Jean-Louis Debré adhère au Rassemblement pour la République (RPR) lors de sa fondation par Jacques Chirac, en 1976.
En 1978, il est candidat du RPR dans la première circonscription de l'Eure, mais n'arrive qu'en quatrième position au premier tour.
Il entre dans l’opposition en 1981, à la suite de la victoire de François Mitterrand à l’élection présidentielle ; en 2021, il révèle qu’il lui est « arrivé » de voter pour le candidat socialiste.

### Ministre de l'Intérieur
Après la victoire de Jacques Chirac, dont il était l'un des porte-paroles lors de la campagne pour l'élection présidentielle, Jean-Louis Debré est nommé ministre de l'Intérieur dans le gouvernement d'Alain Juppé, le 18 mai 1995. Il est reconduit dans ses fonctions lors de la formation du gouvernement Juppé II.
Dans le cadre de ses attributions ministérielles, il est confronté en 1995 à une série d'attentats islamistes perpétrés sur le territoire français par le Groupe islamique armé (GIA).
En janvier 1996, il est critiqué, pour avoir laissé s'organiser la conférence de presse des militants clandestins corses armés à Tralunca.
Il ordonne l'expulsion, le 23 août 1996, de quelque 300 étrangers en situation irrégulière occupant l'église Saint-Bernard à Paris, non sans avoir déclaré auparavant qu'il agirait « avec humanité et cœur »,. Malgré les déclarations du gouvernement, la plupart de ces étrangers ne sont pas expulsés, ayant des attaches fortes en France, qui rendent complexe toute « mesure d'éloignement ». Des manifestations critiquant la politique du gouvernement Juppé, durant lesquelles on scande des slogans réclamant l'« abrogation des lois Pasqua-Debré », rassemblent des dizaines de milliers de personnes. Ministre de l'Intérieur, Jean-Louis Debré présente en novembre 1996 un projet de loi portant « diverses dispositions relatives à l'immigration », comportant entre autres les orientations suivantes : intensifier le dispositif d'éloignement des étrangers en situation irrégulière ; étendre les contrôles d'identité sur les lieux de production et les chantiers ; permettre aux officiers de police, sous certaines conditions, de fouiller les véhicules. Dans la réalité, ces nouvelles dispositions n'entraînent que peu de reconduites.
Les élections législatives de 1997, qui conduisent à la victoire de la gauche plurielle, marquent toutefois son retour dans l'Eure. Son implantation se confirme en 2001, lorsqu'il devient maire d'Évreux en battant le sortant communiste Roland Plaisance, en fonction depuis 1977. Le 16 septembre 1997, quelques mois après le début de la troisième cohabitation, il est élu au second tour président du groupe RPR à l'Assemblée nationale par 81 voix contre 57 pour Franck Borotra.

### Président de l'Assemblée nationale
Affichant une grande fidélité à Jacques Chirac, il s’oppose régulièrement à Nicolas Sarkozy, estimant être trop différent du maire de Neuilly-sur-Seine, dont il dit notamment qu’il « n'aime pas l'État ».
Réélu député de la 1re circonscription de l'Eure le 16 juin 2002, pour la XIIe législature, Jean-Louis Debré n'est pourtant pas nommé ministre dans le gouvernement de Jean-Pierre Raffarin. Il brigue alors la présidence de l'Assemblée nationale, également convoitée par Édouard Balladur, avec lequel Jean-Louis Debré entretient des relations réputées exécrables. Lors du scrutin du 25 juin, l'ancien président du groupe RPR, formellement investi le jour même par le nouveau groupe UMP, domine le premier tour par 217 voix contre 163 pour l'ex-Premier ministre, qui se retire aussitôt en la faveur de son adversaire principal, 140 pour la socialiste Paulette Guinchard-Kunstler et 21 pour la communiste Muguette Jacquaint. Bénéficiant du retrait de Balladur, Jean-Louis Debré est élu président de l'Assemblée après avoir recueilli, à l'issue du second tour, 342 voix contre 142 pour Guinchard-Kunstler et 21 pour Jacquaint.
La victoire de Debré va jusqu'à surprendre son ami Jacques Chirac, qui lui avait conseillé de renoncer à se présenter, persuadé qu'il serait battu.
Au perchoir, Jean-Louis Debré gagne la réputation d'un « partisan rigoureux des droits de l'opposition », estimé bien au-delà de son seul camp politique.

### Président du Conseil constitutionnel
Le 23 février 2007, Jacques Chirac le nomme président du Conseil constitutionnel en remplacement de Pierre Mazeaud, alors que Nicolas Sarkozy s'apprête à devenir président de la République. Il sort du devoir de réserve attaché à sa fonction en émettant, en 2008, des « réserves » sur le style présidentiel de Nicolas Sarkozy et, en 2010, en jugeant « inutile pour lui, pour la France » le procès à venir de Jacques Chirac,.
Au cours de sa présidence, il déjeune régulièrement avec le président du MEDEF et des chefs d'entreprises pour évoquer la jurisprudence du Conseil constitutionnel, notamment pour préparer la décision du Conseil constitutionnel sur la loi de finances 2012,. Selon Jean-Louis Debré, lors de l'un de ces déjeuners, tenu en présence du secrétaire général du Conseil constitutionnel, Marc Guillaume, Pierre Gattaz, président du MEDEF, a livré son analyse de la situation économique, évoquant un environnement législatif contraignant et paralysant. Sur les projets et propositions de loi sur l'économie sociale et solidaire, sur les stages en entreprise, sur l'inspection du travail, sur la pénibilité et la biodiversité, Pierre Gattaz déclare au cours de ce déjeuner attendre beaucoup du Conseil constitutionnel et que le MEDEF n'a pas été déçu par ses précédentes décisions.
Il est le parrain de la promotion 2011-2012 de l'école de formation professionnelle des barreaux de la cour d'appel de Paris, formant les futurs avocats parisiens, Il est également le parrain de la promotion 2014-2015 de l'École des Avocats du Sud-est. Il est également membre d'honneur de l'Observatoire du patrimoine religieux (OPR), une association multiconfessionnelle qui œuvre à la préservation et au rayonnement du patrimoine cultuel français.
Il est aussi le parrain de la promotion 2017-2018 de l'école du centre Ouest des avocats.
Son mandat de président du Conseil constitutionnel arrive à son terme le 4 mars 2016. Il est remplacé par Laurent Fabius. Le lendemain, le 5 mars 2016, le ministère de la Culture annonce sa nomination comme président du Conseil supérieur des archives, succédant à l'historienne Georgette Elgey.

### Dernières années
Jean-Louis Debré publie un journal en avril 2016, Ce que je ne pouvais pas dire, qui revient sur son exercice de neuf années à la présidence du Conseil constitutionnel. Son livre met en exergue ses rapports difficiles avec Nicolas Sarkozy, ses relations courtoises avec François Hollande ainsi que les travaux et l'évolution d'une institution qui vit ses attributions s’accroître avec la réforme constitutionnelle de 2008,. L'ouvrage rencontre un certain succès en librairie. Un autre opus de souvenirs, Tu le raconteras plus tard, paraît en 2017 : Jean-Louis Debré le consacre à ses années passées au ministère de l'Intérieur et à la présidence de l'Assemblée nationale.
En septembre 2016, il devient chroniqueur à la radio et à la télévision. Il est la même année le parrain de la promotion 2016-2017 du master fiscalité de l'entreprise de l'université Paris-Dauphine.
Il soutient Alain Juppé pour la primaire présidentielle des Républicains de 2016. Il confie ensuite à L'Opinion qu'il a décidé de voter pour le candidat En marche, Emmanuel Macron, à l'élection présidentielle.
Dans le contexte de la pandémie de Covid-19, il se voit confier par le gouvernement un rapport sur le potentiel report des élections régionales et départementales de 2021. Il remet son rapport le 13 novembre 2020, préconisant leur report en juin, les scrutins étant normalement prévus en mars,.

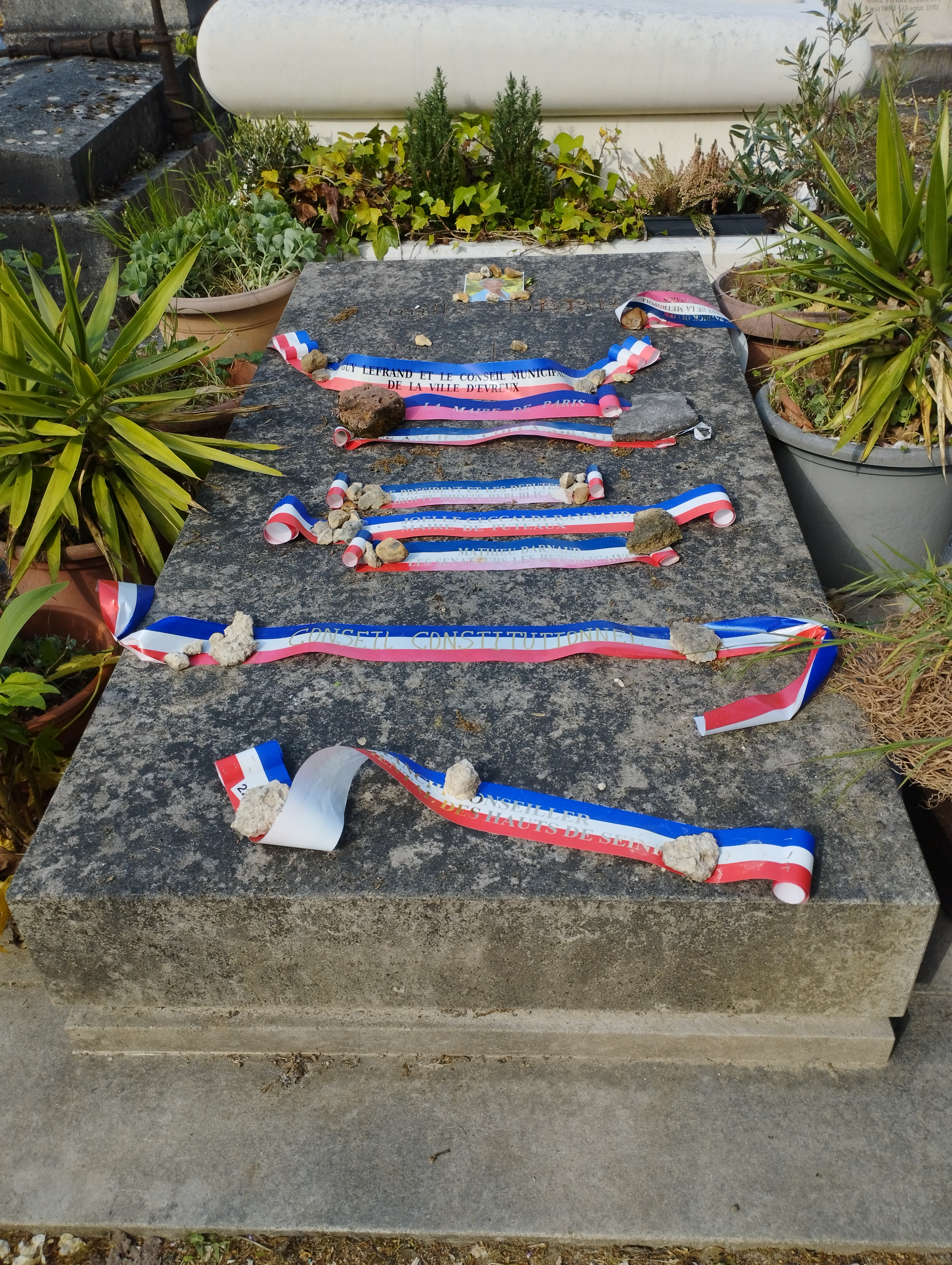
Tombe de Jean-Louis Debré au cimetière du Montparnasse (division 3).

En 2022, Jean-Louis Debré produit une pièce de théâtre avec sa compagne, Ces femmes qui ont réveillé la France, sur les femmes qui ont marqué l'histoire de France. La pièce a été adaptée de l'essai du même nom publié en 2012. Il joue dans sa pièce en compagnie de Valérie Bochenek (co-auteure) et du pianiste Christophe Dies.

### Mort
Jean-Louis Debré meurt dans la nuit du 3 au 4 mars 2025 à l'âge de 80 ans, à l'hôpital Cognacq-Jay dans le 15e arrondissement de Paris, des suites d'un AVC. Ses obsèques sont célébrées à la cathédrale Saint-Louis-des-Invalides le 10 mars, il est ensuite inhumé dans le caveau familial au cimetière du Montparnasse (division 3).

## Relations avec Jacques Chirac
Jean-Louis Debré entretient une relation de grande confiance avec Jacques Chirac, de douze ans son aîné. Les deux hommes se sont rencontrés à l'aéroport d'Orly en 1967, alors que Jean-Louis Debré accompagnait son père venu chercher le général de Gaulle de retour du Québec. Jean-Louis Debré devient conseiller technique de Jacques Chirac en 1973, lorsque celui-ci est ministre de l'Agriculture. En 1974, il lui remet sa démission lorsque Jacques Chirac décide de soutenir Valéry Giscard d'Estaing contre Jacques Chaban-Delmas dans la course à la présidentielle, car il soutient, comme son père Michel Debré, le candidat gaulliste. Il réintègre cependant le cabinet de Jacques Chirac à Matignon après la victoire de Valéry Giscard d'Estaing, jusqu'à la démission du Premier ministre le 25 août 1976.

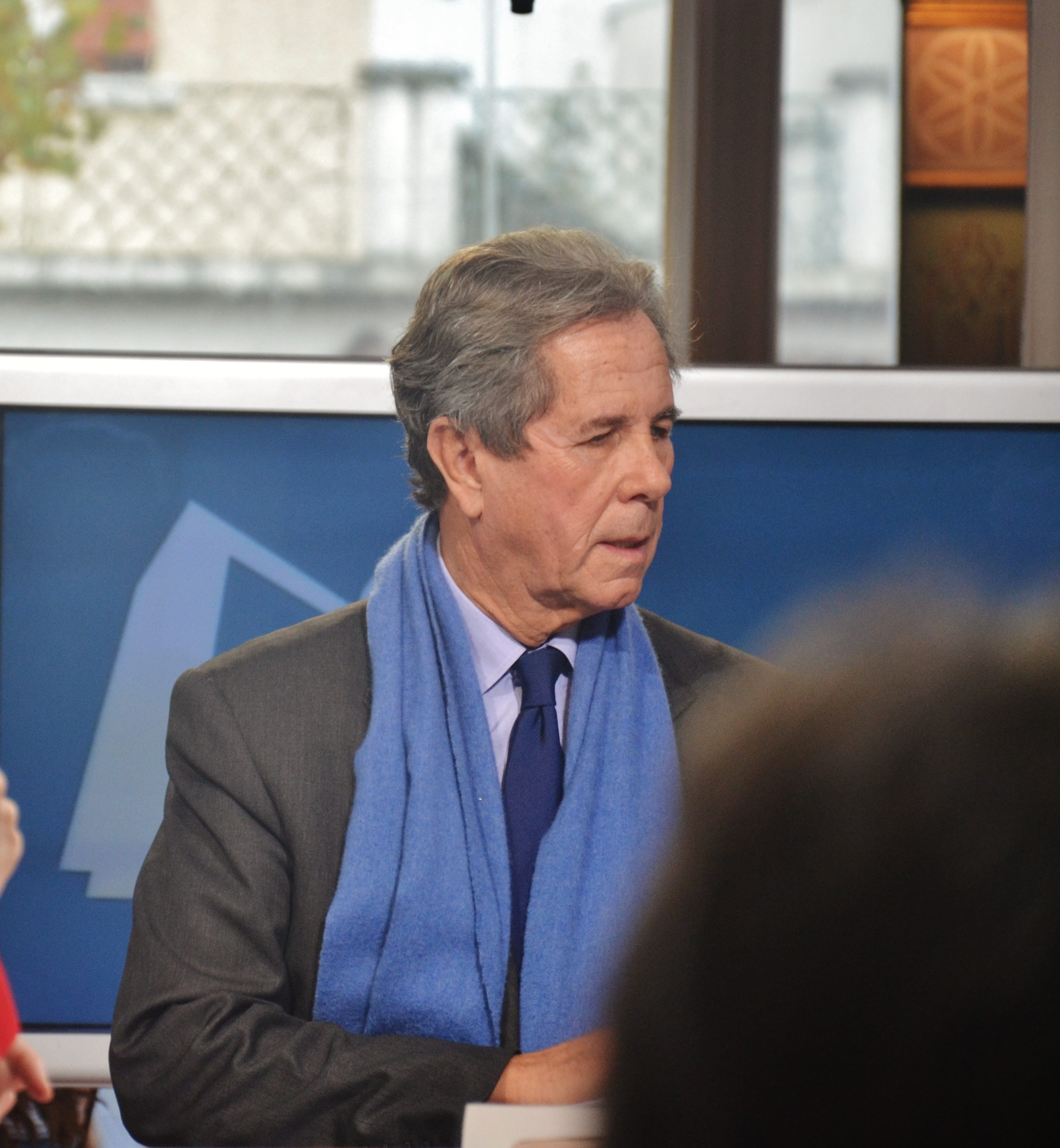
Jean-Louis Debré à la 30e Foire du livre de Brive-la-Gaillarde, le 5 novembre 2011.

Jean-Louis Debré se lance à nouveau en politique en 1986 et recommence à voir Jacques Chirac, surtout lorsque celui-ci traverse une mauvaise passe après son second échec à l'élection présidentielle, en 1988. Puis Jacques Chirac, en 1993, fait appel à lui après la victoire commune du RPR et UDF aux législatives, qui annonce la deuxième cohabitation. Il lui demande de tenir les rênes du parti pour s'assurer de sa fidélité. Jacques Chirac, qui souhaite toujours devenir président de la République, se méfie des ambitions de celui qui va devenir Premier ministre de François Mitterrand : Édouard Balladur. Jean-Louis Debré devient secrétaire général adjoint, visite les cellules RPR du pays en 1993 et 1994, et attaque publiquement les personnalités politiques qui, dans l'affrontement des deux rivaux de droite lors de la campagne présidentielle de 1995, prennent le parti de Balladur. Il est durement critiqué par les partisans du Premier ministre et par la presse. Son frère jumeau Bernard Debré soutient Édouard Balladur.
Après la victoire de Jacques Chirac le 17 mai 1995, Jean-Louis Debré est nommé ministre de l'Intérieur. Il continue à voir directement et régulièrement Jacques Chirac, sans passer par le secrétaire général de l’Élysée Dominique de Villepin ou son Premier ministre Alain Juppé, au grand dam de ces derniers. Malgré leur grande proximité, il persiste à vouvoyer le président de la République et à l'appeler « Monsieur ». Après la dissolution de l'Assemblée nationale en 1997, Jean-Louis Debré se présente pour devenir président du groupe RPR et essayer de sauvegarder l'unité des députés autour du président de la République. Il est élu à la surprise générale. Comme en 2002, lorsqu'il remporte l'élection pour la présidence de l'Assemblée nationale, contre l'avis de Jacques Chirac qui pensait que Jean-Louis Debré n'avait aucune chance face à l'autre candidat, Édouard Balladur,. Jean-Louis Debré a également dû écarter préalablement Alain Juppé de la course au « Perchoir ». Il s'oppose violemment, à la même époque, à la nomination du centriste Jean-Pierre Raffarin à Matignon, sans succès. Sur tous ces sujets, il s'émancipe de Jacques Chirac. Il finit par faire oublier sa mauvaise image héritée de la bataille présidentielle de 1995 et de l'affaire des sans-papiers réfugiés dans l'église Saint-Bernard.
De Jacques Chirac, Jean-Louis Debré se targuait d'être l'un de ceux qui lui disaient « le plus de choses désagréables en privé ». Il affirmait aussi de son maître politique : « Chirac, je l'adore, je l'aime. Mais je suis aussi lucide sur le personnage ».
En 2010, l'été précédant le procès de Jacques Chirac pour l'affaire des emplois fictifs de la ville de Paris, il participe à l'élaboration d'une saga de politique-fiction pour le quotidien Le Monde : Chirac, Le roman d'un procès, écrite avec deux journalistes, Pascale Robert-Diard et Françoise Fressoz.

## Détail des mandats et fonctions

### Au gouvernement
- Gouvernement Alain Juppé I
  - 18 mai 1995 – 7 novembre 1995 : ministre de l'Intérieur
- Gouvernement Alain Juppé II
  - 7 novembre 1995 – 2 juin 1997 : ministre de l'Intérieur

### Au Parlement
- 2 avril 1986 – 14 mai 1988 : député de l'Eure
- 23 juin 1988 – 1er avril 1993 : député de la 1re circonscription de l'Eure
- 2 avril 1993 – 18 juin 1995 : député de la 1re circonscription de l'Eure
- 12 juin 1997 – 18 juin 2002 : député de la 1re circonscription de l'Eure
- 16 septembre 1997 – 18 juin 2002 : président du groupe RPR à l'Assemblée nationale
- 19 juin 2002 – 4 mars 2007 : député de la 1re circonscription de l'Eure
- 25 juin 2002 – 4 mars 2007 : président de l'Assemblée nationale

### Au niveau local
- 20 mars 1989 – 18 juin 1995 : conseiller municipal d'Évreux (Eure)
- 30 mars 1992 – 22 mars 1998 : conseiller général de l'Eure, élu dans le canton de Nonancourt
- 19 juin 1995 – 1er juin 1997 : adjoint au maire de Paris
- 23 mars 1998 – 18 avril 2001 : 10e vice-président du conseil général de l'Eure
- 18 mars 2001 – 12 mars 2007 : maire d'Évreux, président de la communauté d'agglomération d'Évreux

### Au sein de partis
- Secrétaire national du RPR, chargé de la Justice (1988-1993) ; porte-parole de l'opposition RPR-UDF, chargé des problèmes de justice et sécurité (1988-1993) ;
- Secrétaire général adjoint et porte-parole du RPR (1993 -1995) ; premier secrétaire général adjoint du RPR (1995) ; membre du bureau politique du RPR ; secrétaire général du RPR par intérim (1997) ; membre du conseil politique du RPR.

### Autres fonctions
- 5 mars 2007 – 5 mars 2016 : président du Conseil constitutionnel
- 5 mars 2016 – 4 mars 2025 : président du Conseil supérieur des archives[42]

## Distinctions et décorations
- Chevalier de l'ordre du Mérite agricole[43]
- Grand-croix de l'ordre d'Isabelle la Catholique (Espagne)[44]

## Publications

### Essais
- Les idées constitutionnelles du général de Gaulle, Librairie générale de droit et de jurisprudence, coll. « Bibliothèque constitutionnelle et de science politique » no 49, Paris, 1974, vi-461 p.,  (ISBN 2-275-01303-2), (BNF 34563452). — thèse de droit public.
- Michel Debré et Jean-Louis Debré, Le Pouvoir politique, éditions Seghers, coll. « Point de départ », Paris, 1976, 159 p., [pas d'ISBN], (BNF 34701443).
- Le Gaullisme, éditions Plon, coll. « Tribune libre », Paris, 1977, 185 p. + 6 p. de fac-similés + 2 p. de planches illustrées,  (ISBN 2-259-00330-3), (BNF 34591481).
- La Justice au XIXe siècle. 2 volumes
  - Volume 1 : Les Magistrats, éditions Perrin, Paris, 1981, 223 p. + 16 p. de planches illustrées,  (ISBN 2-262-00215-0), (BNF 37661622).
  - Volume 2 : Les Républiques des avocats, éditions Perrin, Paris, 1984, 381 p., [ISBN non connu], (BNF 37591374).
- En mon for intérieur, éditions Jean-Claude Lattès, Paris, 1997, 162 p.,  (ISBN 2-7096-1803-6), (BNF 36695589).
- Le gaullisme n'est pas une nostalgie : essai, éditions Robert Laffont, Paris, 1999, 228 p.,  (ISBN 2-221-09015-2), (BNF 37094813).
- Les Oubliés de la République, éditions Fayard, Paris, 2008, 317 p.,  (ISBN 978-2-213-63709-9), (BNF 41294474). — essai sur le travail des parlementaires par des exemples de propositions de loi qui ont abouti.
- Dynasties républicaines, éditions Fayard, Paris, avril 2009, 353 p. + 8 p. de planches illustrées,  (ISBN 978-2-213-64339-7), (BNF 41479427).
- Ces femmes qui ont réveillé la France, éditions Fayard, Paris, 2012.
  - Adaptation au théâtre sous le même titre, avec sa compagne Valérie Bochenek, au théâtre de la Gaîté-Montparnasse, en 2021[45].
- Françaises, français, ces discours qui ont marqué la Ve République, L'Archipel, Broché, 2013
- Le Monde selon Chirac, éditions Tallandier, 2015  (ISBN 979-102100866-3)
- Jean-Marie Roughol et Jean-Louis Debré (collaborateur), Je tape la manche : une vie dans la rue, Paris, Calmann-Lévy, 7 octobre 2015, 172 p., 21 cm (ISBN 978-2-7021-5900-2, BNF 44431123).Cette autobiographie d'un SDF est le fruit de rencontres régulières, pendant plusieurs années, entre l'auteur et le président du Conseil constitutionnel.
- Ce que je ne pouvais pas dire, Robert Laffont, 2016
- Dictionnaire amoureux de la République, Plon, 2017
- Tu le raconteras plus tard, Robert Laffont, 2017
- Nos illustres inconnus, Albin Michel, 2018
- Une histoire de famille, Robert Laffont, 2019
- Quand les politiques nous faisaient rire, Bouquins, 2021, Points, 2023

### Romans
- Le Curieux, édition no 1, Paris, 1986, 222 p.,  (ISBN 2-86391-199-6), (BNF 34876217)Ce roman policier met notamment en scène un personnage de prostituée nommée Josiane Baladur.
- Pièges, éditions Robert Laffont, Paris, mai 1998, 208 p.,  (ISBN 2-221-08814-X), (BNF 36991279)
- Quand les brochets font courir les carpes, éditions Fayard, coll. « Fayard Noir », Paris, janvier 2008, 305 p.,  (ISBN 978-2-213-63578-1), (BNF 41193172)
- Meurtre à l'Assemblée, éditions Fayard, coll. « Fayard Noir », Paris, septembre 2009, 275 p.,  (ISBN 978-2-213-64284-0), (BNF 42082115).
- Regard de femme, éditions Fayard, coll. « Fayard Noir », Paris, 2010.
- Jeux de haine, éditions Fayard, coll. « Fayard Noir », Paris, mars 2011, 359 p.,  (ISBN 978-2-213-66203-9), (BNF 42410965)
- La Rumeur, Éditions Robert Laffont 2020.

### Filmographie
Deux fictions, inspirées de faits réels, ont représenté Jean-Louis Debré :
- 2011 : dans le film La Conquête, de Xavier Durringer, retraçant la campagne présidentielle de Nicolas Sarkozy en 2007, il est interprété par l'acteur Gérard Chaillou.
- 2013 : dans le téléfilm La Dernière Campagne, son rôle est interprété par Henri Courseaux.